# Sand 178
Sand 178 —  одиночная звезда в созвездии Волос Вероники на расстоянии приблизительно 191 световых лет (около 58,8 парсек) от Солнца. Видимая звёздная величина звезды — +14,08m.
Вокруг звезды обращается, как минимум, одна планета.

## Характеристики
Sand 178 — красный карлик спектрального класса M3. Эффективная температура — около 3238 K.

## Планетная система
В 2021 году группой астрономов было объявлено об открытии планеты Sand 178 b.